# كيث نوكس
كيث نوكس (بالإنجليزية: Keith Knox)‏ (6 أغسطس 1964 في المملكة المتحدة - ) هو لاعب كرة قدم بريطاني في مركز الدفاع. لعب مع نادي كلايد ونادي سترنرير ‏ ونادي ستنهاوسموير ونادي ألوا أثليتيك وGretna F.C. ‏ وWigtown & Bladnoch F.C. ‏.

## وصلات خارجية
- كيث نوكس على موقع قاعدة بيانات كرة القدم.إي يو (الإنجليزية)
- كيث نوكس على موقع Soccerbase.com (لاعب) (الإنجليزية)